# Потраш (Лопаре)
Потраш је насељено мјесто у општини Лопаре, Република Српска, БиХ. Према попису становништва из 2013. у насељу је живио свега 31 становник.

## Култура
У селу постоји црква Светог апостола и јеванђелисте Марка.

## Становништво
Према попису становништва из 1991. године, мјесто је имало 105 становника.
| Демографија | Демографија | Демографија |
| Година      | Становника  | Становника  |
| ----------- | ----------- | ----------- |
| 1961.       | 148         |             |
| 1971.       | 148         |             |
| 1981.       | 134         |             |
| 1991.       | 104         |             |